# توبياس رازبج
توبياس رازبج (بالألمانية: Tobias Rathgeb)‏ (3 مايو 1982 بأوستفيلدرن في ألمانيا - ) هو لاعب كرة قدم ألماني في مركز الوسط. شارك مع منتخب ألمانيا تحت 21 سنة لكرة القدم. أما مع النوادي، فقد لعب مع نادي سانت غالن ونادي شتوتغارت وهانزا روستوك وفي إف بي شتوتغارت الثاني وVfL Kirchheim/Teck ‏.

## وصلات خارجية
- توبياس رازبج على موقع إي إس بي إن إف سي (الإنجليزية)
- توبياس رازبج على موقع قاعدة بيانات كرة القدم.إي يو (الإنجليزية)
- توبياس رازبج على موقع بيانات كرة القدم. دي إي (الألمانية)
- توبياس رازبج على موقع عالم كرة القدم.نت (الإنجليزية)